# Permitivita
Permitivita (absolutní permitivita) je v elektrotechnice fyzikální veličina označovaná obvykle řeckým písmenem ε (epsilon), která vyjadřuje míru odporu při vytváření elektrického pole v určitém přenosovém médiu. Permitivita vyjadřuje schopnost materiálu odolávat elektrickému poli. Jednotka permitivity v soustavě SI je farad na metr (F/m neboli F m−1), v základních jednotkách s4 A2 m−3 kg−1. Může mít skalární i vektorový charakter (jako komplexní číslo).

## Charakteristika
V izotropním dielektriku je permitivita skalární veličina. V obecném případě se však jedná o tenzor druhého řádu, protože u neizotropních dielektrik mohou mít vektory intenzity elektrického pole a elektrické indukce různý směr. Ve střídavém elektrickém poli mohou kmitat s posunutou fází a pro vyjádření permitivity se používá komplexní číslo (viz dále).

### Permitivita jako skalární veličina
Nejnižší permitivitu má vakuum a jeho hodnota je někdy označována jako fyzikální konstanta permitivita vakua – ε0 (řecké písmeno epsilon nula) a má hodnotu přibližně 8,85·10−12 F·m−1.
Permitivita dielektrika určitého materiálu je však často reprezentována poměrem absolutní permitivity k permitivitě vakua. Tato bezrozměrná veličina se nazývá relativní permitivita, někdy zkráceně permitivita (materiálu). Dříve byla nazývána „dielektrická konstanta”, což je zastaralé fyzikální, inženýrské a chemické označení.
{\displaystyle \varkappa =\varepsilon _{r}={\frac {\varepsilon }{\varepsilon _{0}}}},
kde εr je relativní permitivita, ε je absolutní permitivita materiálu a ε0 je permitivita vakua. Podle definice má vakuum nejnižší permitivitu, a tudíž jeho relativní permitivita je přesně 1,0 a relativní permitivity všech ostatních materiálů jsou vyšší. (Relativní) permitivitu vakua a vzduchu lze považovat za stejnou, protože κvzduch = 1,000 6.

### Definiční vztah
Permitivitu lze určit ze vztahu
{\displaystyle \varepsilon ={\frac {D}{E}}},
kde {\displaystyle D\,} je elektrická indukce a {\displaystyle E\,} intenzita elektrického pole.
V izotropním dielektriku se jedná o skalární veličinu. V obecném případě se jedná o tenzor druhého řádu, protože u neizotropních dielektrik mohou mít vektory intenzity elektrického pole a elektrické indukce různý směr. V takovém případě je vztah vhodné zapsat například ve složkovém tvaru:
{\displaystyle D_{i}=\varepsilon _{ij}E_{j}\,} .
Pro střídavé elektromagnetické vlnění je permitivita představována funkcí závislou na frekvenci vlnění f a je komplexní. Je rovna podílu fázorů vektorů elektrické indukce {\displaystyle {\boldsymbol {D}}} a intenzity elektrického pole {\displaystyle {\boldsymbol {E}}}:
{\displaystyle \varepsilon (f)={\frac {{\boldsymbol {D}}(f)}{{\boldsymbol {E}}(f)}}}.
Permitivita se spolu s permeabilitou vyskytuje též ve vztahu pro rychlost libovolného elektromagnetického vlnění. V nevodivém látkovém prostředí platí
{\displaystyle v={\frac {1}{\sqrt {\varepsilon \mu }}}},
kde {\displaystyle v} je rychlost šíření elektromagnetických vln. Při šíření elektromagnetických vln ve vakuu pak vychází speciální případ uvedeného vztahu
{\displaystyle c={\frac {1}{\sqrt {\varepsilon _{0}\mu _{0}}}}},
kde {\displaystyle c} je rychlost světla.
V nehomogenním a neizotropním prostředí může být permitivita vyjádřena symetrickým tenzorem druhého řádu.

### Komplexní permitivita
Pro matematický popis šíření vlny je výhodné i zavedení komplexní permitivity εk. Komplexní permitivita má smysl pouze pro fázory, tedy pro pole, která v závislosti na čase má harmonický průběh E(t) = E0 sin(wt) nebo E(t) = E0 cos(wt) a jde o veličinu umělou.
Definice komplexní permitivity je
εk =  ε − j σ/w
popřípadě po vytknutí ε
εk = ε [1 − j σ/(εw)],
kde w je kruhový kmitočet, σ měrná vodivost a j je imaginární jednotka.
Je třeba rozlišovat permitivitu „obyčejnou“ ε a „komplexní“ εk.
V případě σ = 0 přejde komplexní permitivita v permitivitu obyčejnou.
Komplexní permitivita má reálnou a imaginární část:
εk = ε′ − jε″,
přičemž  ε′ = Re εk = ε  a  ε″ =  Im εk = σ/w.
Reálnou částí komplexní permitivity je normální permitivita.
Pro fázory lze pak přepsat první Maxwellovu rovnici na jednoduchý  tvar
rot H = jwεk E,
kde H je fázor vektoru intenzity magnetického pole a E je fázor vektoru intenzity elektrického pole. Tento tvar je platný  jak pro bezeztrátové prostředí (σ = 0), tak pro prostředí se ztrátami (σ > 0), pravá strana vyjadřuje totiž součet hustoty posuvného a vodivého proudu.
Poznámka: někteří autoři značí ε′k = ε/ε0 − j σ/(ε0w), kde apostrof na rozdíl od zde uvedené symboliky značí relativní (a zároveň  „k“ komplexní) permitivitu. Po dosazení za permitivitu vakua ε0 číselně lze psát ε′k =  ε/ε0 − j 60 λ0 σ, přičemž ε/ε0 = εr  je relativní „obyčejná“ permitivita a λ0 je vlnová délka ve vakuu. Apostrof tedy u těchto autorů představuje relativní permitivitu, nikoliv reálnou část komplexní permitivity jak je označena v tomto pojednání.